# Oléoduc 9B
L' oléoduc 9B est un oléoduc détenu par Enbridge de 639 km de long, allant de Westover (Ontario) à Montréal. Il est connecté à l'oléoduc 9A, d'une longueur de 191 km, qui va de Sarnia à Westover. Ensemble, ces deux sections forment le Pipeline 9. Celui-ci a été construit en 1976 pour acheminer le pétrole de l'Ouest canadien vers les raffineries du Québec. D'un diamètre de 762 mm (30 pouces), il a une capacité de 240 000 barils par jour. L'épaisseur de la paroi est de 63 mm. En 1998, le sens du flux a été inversé parce que le pétrole importé était plus économique. La liaison a donc été faite avec l'oléoduc Portland-Montréal pour acheminer de Montréal à Sarnia du pétrole importé de la mer du Nord, du Moyen-Orient et d'Afrique.

## Description du projet
En 2013, l'augmentation continue de la production de pétrole en provenance des sables bitumineux, jointe à la difficulté d'atteindre les marchés internationaux, a entraîné une forte baisse du Western Canadian Select (WCS). Ce pétrole devient donc plus économique pour les raffineries de l'Est du Canada que le pétrole importé.
Enbridge, qui possède déjà un réseau de pipelines acheminant du pétrole de l'Ouest canadien vers les raffineries de l'Illinois aux États-Unis, envisage de relier celui-ci à son oléoduc 9, dont le flux serait de nouveau inversé en direction de Montréal. En outre, la capacité en serait portée à 300 000 barils par jour. En plus de transporter du bitume dilué (dilbit) de l'Alberta — dont le mélange le plus connu est le WCS — à la raffinerie Suncor de Montréal (où une nouvelle unité de cokerie serait construite pour traiter ce brut extra-lourd), cet oléoduc acheminerait aussi du pétrole léger provenant de la formation de Bakken à la raffinerie de Valero à Lévis. Enbridge veut en effet se garder toute la flexibilité nécessaire en matière de pétrole transporté.
Pour augmenter le débit de cet oléoduc, de nouvelles stations de pompage doivent être construites à Sarnia, North Westover, Hilton, Cardinal, Terrebonne et Montréal. Enbridge prévoit que cet oléoduc sera opérationnel le 15 octobre 2014.

## Audiences du Québec
Le gouvernement du Québec signale que, pour pouvoir raffiner du pétrole lourd dans ses installations, Suncor devra également obtenir une autorisation de la part du ministère du Développement durable, de l’Environnement, de la Faune et des Parcs.
Le gouvernement québécois de Pauline Marois est nettement favorable au plan d'Enbridge et dépose un mémoire en ce sens. Ce document stipule que, pour être accepté, le projet doit (a) assurer la sécurité des personnes; (b) protéger l’environnement; (c) dégager des bénéfices économiques pour tous les Québécois.
Une commission parlementaire est chargée d'examiner le projet. Ses audiences se sont tenues du 26 novembre au 5 décembre 2013.
À la suite de l'interdiction par la municipalité de South Portland du passage sur son territoire du pétrole en provenance des sables bitumineux, la pression s'accroît sur le Québec comme seul point d'accès à un port de mer atlantique pour ce pétrole.

## Audiences fédérales sur l'impact environnemental
Enbridge dépose une demande auprès de l'Office national de l'énergie (ONE) en 2013. En août 2013, des audiences organisées par l'Office national de l'énergie ont lieu à Hamilton pour évaluer les impacts environnementaux du projet. Celles-ci sont marquées par des protestations de citoyens opposés au projet.
Lors d'une deuxième série d'audiences à Montréal, Enbridge rejette l'idée de verser une garantie financière afin de réparer les dégâts environnementaux causés par un déversement accidentel, comme celui de la rivière Kalamazoo, et déclare avoir les ressources suffisantes pour faire face à toute obligation de ce genre. Elle annonce aussi qu'elle fera des excavations en 600 endroits de sa ligne afin d'en renforcer l'efficacité et la sécurité. La Ville de Montréal a toutefois manifesté de « sérieuses inquiétudes » par rapport au projet, car la canalisation passe sous la rivière des Outaouais et pourrait, en cas de fuite, polluer l'approvisionnement en eau potable de deux millions de personnes.
Des citoyens font également valoir que le trajet suivi par la canalisation dans la région de Toronto traverse maintenant des zones à forte densité de population. Un professeur d'ingénierie de Queen's s'inquiète de l'importante augmentation de capacité d'un oléoduc qui, au cours des dernières années, ne transportait que 60 000 barils par jour. Il trouve incroyable que l'entreprise se refuse à tester la résistance de cette canalisation en y faisant couler de l'eau à haute pression. Il estime qu'il faudrait, au minimum, placer un revêtement sur toute la longueur du pipeline ou en construire un nouveau 100 km plus au nord.
Au cours des audiences de Toronto, en octobre 2013, les communautés indiennes Chippewas et Aamjiwnaang signalent que l'oléoduc est de construction ancienne, qu'il traverse leurs territoires de chasse et de pêche, et qu'un déversement accidentel aurait des conséquences dramatiques sur leur mode de vie.
Tout comme Montréal, la Ville de Toronto insiste sur la nécessité de protéger l'approvisionnement en eau potable de ses 3,2 millions d'habitants et demande des précisions sur la façon dont Enbridge réagirait en cas de fuite.
L'Ontario demande à l'ONE d'imposer à la compagnie trois conditions : une évaluation externe des risques d'ingénierie, une police d'assurance d'un milliard de dollars pour couvrir les risques environnementaux et un test hydrostatique de résistance à la pression sur la totalité du parcours. Enbridge rejette toutes ces conditions comme étant superflues. Toutefois, la compagnie accepte de rencontrer les services d'urgence des municipalités situées le long de l'oléoduc ainsi que le service de métro de Toronto dont un corridor est situé à 60 cm de la canalisation. Elle accepte aussi d'ajouter des valves de sécurité sur la ligne à proximité des cours d'eau.
Le projet est approuvé par l'ONE le 6 mars 2014. Toutefois, cet accord est soumis à une trentaine de conditions, dont la plus importante est l'installation de vannes aux points de franchissement des cours d'eau. En octobre 2014, peu avant la mise en fonction de l'oléoduc, l'ONE estime que cette condition n'est pas respectée et demande à Enbridge de remédier à la situation.

## Un projet controversé
Le médiocre bilan environnemental d'Enbridge inquiète les observateurs et les riverains du tracé. En effet, « entre 2000 et 2010, Enbridge a déversé dans l’environnement près de 21 millions de litres d’hydrocarbures (131 835 barils) au cours d’un total de 690 incidents (de 34 à 89 par année) », ce qui n'est pas pour rassurer le public, d'autant plus que la situation ne s'est pas améliorée en 2011, même si Enbridge affirme avoir adopté depuis quelques années des méthodes de surveillance plus sophistiquées.
Afin de se gagner les sympathies des municipalités traversées par l'oléoduc (Saint-Placide, Saint-André-d'Argenteuil, Mirabel, etc.), Enbridge distribue des cadeaux à celles-ci sous forme d'activités de reboisement et d'un programme d'aide financière visant à améliorer leurs services d'urgence : véhicule tout-terrain, ordinateurs, etc..
Malgré cela, le projet est de plus en plus controversé. En novembre 2014, la Ville de Montréal réitère ses inquiétudes auprès d'Enbridge. En décembre, une pétition circule dans la Nation Huronne-Wendat (CNHW) contre le passage de l'oléoduc sur ses terres.

## Projet concurrent
En concurrence directe avec le projet d'Enbridge, la société TransCanada envisage la construction de l'oléoduc Énergie Est, dont la capacité serait près de quatre fois supérieure.